# 塞韦拉克
塞韦拉克（法語：Sévérac，法語發音：[seveʁak] ⓘ）是法国大西洋卢瓦尔省的一个市镇，位于该省西部偏北，属于圣纳泽尔区。

## 地理
塞韦拉克（47°33'0"N, 2°4'36"W）面积22.41 平方千米，位于法国卢瓦尔河地区大区大西洋卢瓦尔省，该省份为法国西北部沿海省份，位于布列塔尼半岛东南部，北起伊勒-维莱讷省，西北接莫尔比昂省，西临大西洋，南至旺代省，东临曼恩-卢瓦尔省。
与塞韦拉克接壤的市镇（或旧市镇、城区）包括：泰伊亚克、费格雷阿克、冈鲁埃特、米西亚克、圣日尔达德布瓦。

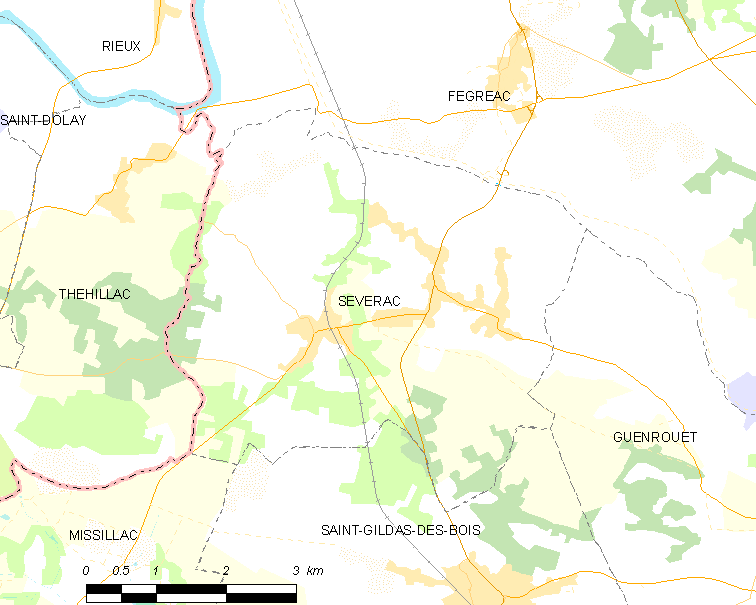
塞韦拉克的OSM定位图

塞韦拉克的时区为UTC+01:00、UTC+02:00（夏令时）。

## 行政
塞韦拉克的邮政编码为44530，INSEE市镇编码为44196。

## 政治
塞韦拉克所属的省级选区为蓬沙托县。

## 人口

1962-2008年间塞韦拉克人口变化图示

塞韦拉克于2022年1月1日时的人口数量为1693人。